# 巧克力米
巧克力米是作為裝飾或添加糕點口感用，如蛋糕、甜甜圈或冰淇淋等。這種微小糖果頻繁以各種顏色生產，通常作為頂部或裝飾的元素。

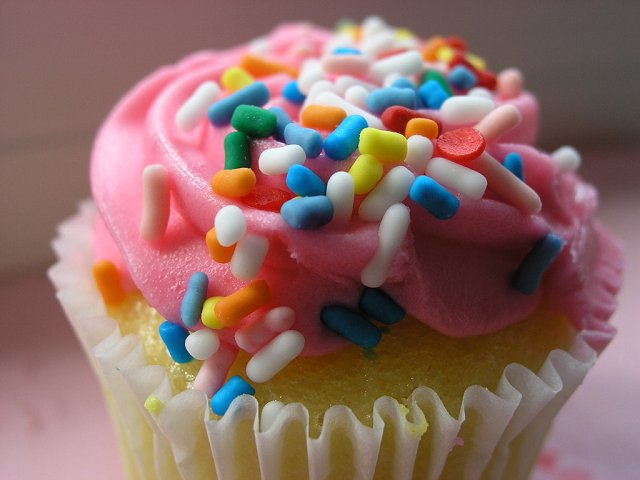
一個粉色紙杯蛋糕搭配彩虹巧克力米
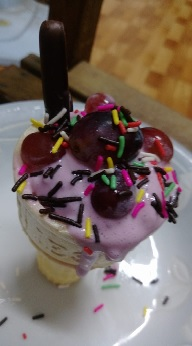
葡萄冰淇淋上的彩虹巧克力米